# Josef Preßler
Josef Preßler (1885 – ?) osztrák nemzetközi labdarúgó-játékvezető.

## Pályafutása

### Nemzetközi játékvezetés
Az Osztrák labdarúgó-szövetség Játékvezető Bizottsága (JB) 1922-ben terjesztette fel nemzetközi játékvezetőnek, a Nemzetközi Labdarúgó-szövetség (FIFA) bíróinak keretébe. Több nemzetek közötti válogatott és klubmérkőzést vezetett, vagy működő társának partbíróként segített. Az aktív nemzetközi játékvezetéstől 1928-ban búcsúzott. Válogatott mérkőzéseinek száma: 2.

## Statisztika

### Nemzetközi válogatott mérkőzései
| #  | Dátum             | Helyszín                   | Hazai        | Eredmény | Vendég        | Kiírás     | Gólok | Esemény |
| -- | ----------------- | -------------------------- | ------------ | -------- | ------------- | ---------- | ----- | ------- |
| 1. | 1922. június 28.  | Zágráb, Stadion Concordije | Jugoszlávia  | 4 – 3    | Csehszlovákia | barátságos | -     |         |
| 2. | 1928. március 25. | Budapest. Üllői úti pálya  | Magyarország | 2 – 1    | Jugoszlávia   | barátságos | -     |         |
|    | Összesen          |                            |              | 2        | mérkőzés      |            |       |         |